# Steineridora adriatica
Steineridora adriatica is een rondwormensoort uit de familie van de Chromadoridae. De wetenschappelijke naam van de soort is voor het eerst geldig gepubliceerd in 1901 door Daday.